# Нильсен, Том
Том Ни́льсен (дат. Tom Nielsen) — датский кёрлингист.
В составе мужской сборной Дании участник чемпионата мира 1993 и чемпионата Европы 1994. Трёхкратный чемпион Дании среди мужчин.

## Достижения
- Чемпионат Дании по кёрлингу среди мужчин: золото (1993, 1994, 1995)[3].

## Команды
| Сезон   | Четвёртый   | Третий      | Второй        | Первый         | Запасной    | Турниры                       |
| ------- | ----------- | ----------- | ------------- | -------------- | ----------- | ----------------------------- |
| 1992—93 | Герт Ларсен | Олуф Ольсен | Микаэль Харри | Хенрик Якобсен | Том Нильсен | ЧДМ 1993 · ЧМ 1993 (5 место)  |
| 1993—94 | Герт Ларсен | Олуф Ольсен | Микаэль Харри | Хенрик Якобсен | Том Нильсен | ЧДМ 1994                      |
| 1994—95 | Герт Ларсен | Олуф Ольсен | Микаэль Харри | Хенрик Якобсен | Том Нильсен | ЧЕ 1994 (10 место) · ЧДМ 1995 |

(скипы выделены полужирным шрифтом)